# Hockey Valdagno 1938 2013-2014
Questa voce raccoglie le informazioni riguardanti l'Hockey Valdagno 1938 nelle competizioni ufficiali della stagione 2013-2014.

## Maglie e sponsor
Lo sponsor ufficiale per la stagione 2013-2014 è Recalac.
| 1ª divisa | 2ª divisa |

## Organico

### Giocatori
| N° | Naz.                 | Ruolo | Sportivo                 |  |  |  |
| -- | -------------------- | ----- | ------------------------ |  |  |  |
|    | Italia (bandiera)    | E     | Andrea Bicego            |  |  |  |
|    | Italia (bandiera)    | E     | Giulio Cocco             |  |  |  |
|    | Italia (bandiera)    | E     | Sergio Festa             |  |  |  |
|    | Italia (bandiera)    | P     | Riccardo Gnata           |  |  |  |
|    | Italia (bandiera)    | E     | Tommaso Marchesini       |  |  |  |
|    | Italia (bandiera)    | E     | Diego Nicoletti          |  |  |  |
|    | Argentina (bandiera) | E     | Carlos Nicolía           |  |  |  |
|    | Argentina (bandiera) | E     | Matías Platero           |  |  |  |
|    | Argentina (bandiera) | E     | Mario Rodriguez Figueroa |  |  |  |
|    | Italia (bandiera)    | E     | Massimo Tataranni        |  |  |  |

### Staff tecnico
- Allenatore:  Franco Vanzo
- Allenatore in seconda:  Andrea Bellon
- Meccanico:  Andrea Guiotto